# LA Galaxy 2019
Questa voce raccoglie le informazioni riguardanti il LA Galaxy nelle competizioni ufficiali della stagione 2019.

## Organigramma societario

### Staff tecnico
- Dennis te Kloese - Direttore sportivo
- Jovan Kirovski - Direttore tecnico
- Guillermo Barros Schelotto - Allenatore
- Gustavo Barros Schelotto - Allenatore in seconda
- Dominic Kinnear - Allenatore in seconda
- Ariel Roberto Pereyra - Allenatore in seconda
- Juan José Romero - Allenatore dei portieri
- Phil Hayward - Preparatore atletico

## Rosa[1]
| N. |                                 | Ruolo | Calciatore                    |
| -- | ------------------------------- | ----- | ----------------------------- |
| 1  | Stati Uniti (bandiera)          | P     | David Bingham                 |
| 2  | Stati Uniti (bandiera)          | C     | Perry Kitchen                 |
| 4  | Stati Uniti (bandiera)          | D     | Dave Romney                   |
| 5  | Stati Uniti (bandiera)          | D     | Daniel Steres                 |
| 6  | Bosnia ed Erzegovina (bandiera) | C     | Adis Husidić                  |
| 7  | Francia (bandiera)              | C     | Romain Alessandrini           |
| 8  | Messico (bandiera)              | C     | Jonathan dos Santos           |
| 9  | Svezia (bandiera)               | A     | Zlatan Ibrahimović (capitano) |
| 10 | Messico (bandiera)              | A     | Giovani dos Santos            |
| 11 | Norvegia (bandiera)             | A     | Ola Kamara                    |
| 12 | Stati Uniti (bandiera)          | P     | Brian Sylvestre               |
| 14 | Stati Uniti (bandiera)          | C     | Servando Carrasco             |
| 15 | Costa Rica (bandiera)           | A     | Ariel Lassiter                |
| 16 | Norvegia (bandiera)             | D     | Jørgen Skjelvik               |

| N. |                        | Ruolo | Calciatore           |
| -- | ---------------------- | ----- | -------------------- |
| 17 | Stati Uniti (bandiera) | C     | Sebastian Lletget    |
| 19 | Stati Uniti (bandiera) | C     | Chris Pontius        |
| 20 | Stati Uniti (bandiera) | D     | Tomas Hilliard-Arce  |
| 21 | Stati Uniti (bandiera) | D     | Hugo Arellano        |
| 22 | Montenegro (bandiera)  | D     | Emrah Klimenta       |
| 24 | Ghana (bandiera)       | C     | Emmanuel Boateng     |
| 25 | Venezuela (bandiera)   | D     | Rolf Feltscher       |
| 26 | Messico (bandiera)     | C     | Efrain Álvarez       |
| 28 | Francia (bandiera)     | C     | Michaël Ciani        |
| 29 | Stati Uniti (bandiera) | D     | Sheanon Williams     |
| 38 | Stati Uniti (bandiera) | A     | Bradford Jamieson IV |
| 41 | Messico (bandiera)     | P     | Justin vom Steeg     |
| 88 | Portogallo (bandiera)  | C     | João Pedro           |